# Flavian Graber
Flavian Graber (* 23. Januar 1985 in Basel; vollständiger Name Flavian Theodor Eduard Graber) ist ein Schweizer Sänger und Songwriter aus Liestal.

## Biografie
Flavians musikalische Wurzeln liegen in seiner Liestaler Band Megalomania, bei der er seit 2001 Frontmann ist; seit 2007 begann er jedoch Songs für sein Soloprojekt zu schreiben. Im Herbst 2008 hat er in den Alterna Recording Studios in Basel mit Thomas Rechenberger (Gitarrist der Lovebugs) und Philip Laffer seine 5-Track-Debüt-EP aufgenommen, die er im März 2009 auf der Fähre in Basel getauft und veröffentlicht hat. Seine Coffee Poetry Tour von Februar bis April 2009 führte ihn mit seiner atmosphärischen Musik in kleine Clubs und Cafés in der Schweiz und Deutschland.
Im Spätsommer 2010 gründete Flavian zusammen mit anderen Musikern das Musikerkollektiv We Invented Paris, welches sich innerhalb eines halben Jahres mit 80 Auftritten durch ganz Europa gespielt hat. Neben Auftritten bei BalconyTV und den Berlin Sessions, spielte die Band einen Auftritt bei der bekanntesten deutschen Internet-Musikershow TV Noir.

## Erfolge
Trotz seiner jungen Solokarriere ist Flavian mit seinem Debüt-Tonträger sowie seinen oft ausgefallenen Konzerten bereits auf große Medienresonanz, vor allem in der Region Basel gestossen. Der Künstler arbeitet unabhängig und vertreibt seine CDs selbst, dennoch wurde sein Song "Get Well" auf Radio DRS Virus Mx3-Song of the Week im April 2009. Außerdem ist Flavian im renommierten Frankfurter Lesemusikzimmer zusammen mit dem jungen Schweizer Autor Lorenz Langenegger aufgetreten. Sein Konzert am Basler Clubfestival BScene wurde von der Presse kommentiert: "So viel ist klar: Hier ist einer auf bestem Weg, den grossen Durchbruch zu schaffen.".

## Band
Seit Ende 2008 arbeitet Flavian mit dem Produzenten Bruce Klöti zusammen, der auch als zweiter Gitarrist bei den Live-Auftritten fungiert. Flavian ist oft alleine mit Gitarre und Loopstation unterwegs, jedoch wird er auf einigen Konzerten auch von seiner Band begleitet. Dazu gehören: Ex-Aiph Bassist Andy Bäumler, Karin Schneider mit Gesang, sowie the-Air Collective Schlagzeuger Luzian Graber, letztere haben auch für die Coffee Poetry EP eingespielt. Auf der Coffe Poetry Tour begleitete ihn außerdem der Künstler Simon Siegenthaler, der live während der Konzerte Bilder gemalt hat.

## Diskografie
- 2009: Flavian - Coffee Poetry EP
- 2010: We Invented Paris - Tour d'Europe EP
- 2011: We Invented Paris - TV noir Special Edition
- 2011: We Invented Paris - Iceberg (Single)
- 2011: We Invented Paris - We Invented Paris (Album)
- 2013: We Invented Paris - Rocket Spaceship Thing (Album)